# الکس بیتن
الکس بیتن (انگلیسی: Alex Beaton) خواننده و نوازندهٔ گیتار اهل اسکاتلند است. مادر او ایرلندی و پدرش اسکاتلندی بود. بیتون در سال ۲۰۱۱ به دلیل حادثه‌ای در خانه‌اش از گردن به پایین فلج شد.
از فیلم‌ها یا مجموعه‌های تلویزیونی که وی در آن‌ها نقش داشته‌است، می‌توان به نایت رایدر ۲۰۱۰ اشاره نمود.